# Carlos Agostinho do Rosário
Carlos Agostinho do Rosário (sinh ngày 26 tháng 10 năm 1954) là chính trị gia Mozambique, giữ chức Thủ tướng Mozambique kể từ ngày 17 tháng 1 năm 2015.